# Смертельно прекрасна
«Смертельно прекрасна» (англ. Pretty Deadly) — серия комиксов, издаваемая компанией Image Comics. История сочетает в себе элементы вестерна и жанра ужасов, а также опирается на аспекты мифологии и фольклора.

### Выпуски
| Название                  | Дата выхода     | Оценка на Comic Book Roundup    | Предполагаемый объём продаж (первый месяц) |
| ------------------------- | --------------- | ------------------------------- | ------------------------------------------ |
| Pretty Deadly #1          | 23 октября 2013 | 8,2 из 10 на основе 32 рецензий | 45 833, позиция в Северной Америке — 36    |
| Pretty Deadly #2          | 27 ноября 2013  | 8,4 из 10 на основе 16 рецензий | 23 581, позиция в Северной Америке — 94    |
| Pretty Deadly #3          | 18 декабря 2013 | 8,5 из 10 на основе 16 рецензий | 21 079, позиция в Северной Америке — 108   |
| Pretty Deadly #4          | 22 января 2014  | 8,9 из 10 на основе 12 рецензий | 19 664, позиция в Северной Америке — 117   |
| Pretty Deadly #5          | 2 апреля 2014   | 8,4 из 10 на основе 10 рецензий | 19 218, позиция в Северной Америке — 126   |
| Pretty Deadly #6          | 18 ноября 2015  | 8,5 из 10 на основе 4 рецензий  | 15 494, позиция в Северной Америке — 139   |
| Pretty Deadly #7          | 23 декабря 2015 | 9 из 10 на основе 2 рецензий    | 11 277, позиция в Северной Америке — 190   |
| Pretty Deadly #8          | 3 февраля 2016  | 8,4 из 10 на основе 4 рецензий  | 10 180, позиция в Северной Америке — 175   |
| Pretty Deadly #9          | 13 апреля 2016  | 8,2 из 10 на основе 1 рецензии  | 9 732, позиция в Северной Америке — 193    |
| Pretty Deadly #10         | 22 июня 2016    | 9,5 из 10 на основе 1 рецензии  | 10 119, позиция в Северной Америке — 195   |
| Pretty Deadly: The Rat #1 | 4 сентября 2019 | 9,4 из 10 на основе 8 рецензий  | 12 432, позиция в Северной Америке — 169   |
| Pretty Deadly: The Rat #2 | 9 октября 2019  | 8,5 из 10 на основе 2 рецензий  | 6 433, позиция в Северной Америке — 294    |
| Pretty Deadly: The Rat #3 | 6 ноября 2019   | 9,7 из 10 на основе 3 рецензий  | 7 137, позиция в Северной Америке — 229    |
| Pretty Deadly: The Rat #4 | 11 декабря 2019 | 9,2 из 10 на основе 4 рецензий  | 4 751, позиция в Северной Америке — 283    |
| Pretty Deadly: The Rat #5 | 8 января 2020   | 10 из 10 на основе 5 рецензий   | 4 643, позиция в Северной Америке — 288    |

### Сборники
| Название                             | Собранный материал          | Дата выхода     | ISBN          | Предполагаемый объём продаж (первый месяц) |
| ------------------------------------ | --------------------------- | --------------- | ------------- | ------------------------------------------ |
| Pretty Deadly — Volume 1: The Shrike | Pretty Deadly #1-5          | 30 апреля 2014  | 9781607069621 | 5 370, позиция в Северной Америке — 9      |
| Pretty Deadly — Volume 2: The Bear   | Pretty Deadly #6-10         | 24 августа 2016 | 9781632156945 | 3 878, позиция в Северной Америке — 13     |
| Pretty Deadly — Volume 3: The Rat    | Pretty Deadly: The Rat #1-5 | 18 марта 2020   | 9781632156945 | 1 798, позиция в Северной Америке — 16     |

## Отзывы и награды
На сайте Comic Book Roundup серия имеет оценку 8,9 из 10 на основе 120 рецензий. Мелисса Грей из IGN дала первому выпуску 9,2 балла из 10 и написала, что он представляет из себя «полностью оригинальную концепцию с амбициозным исполнением». Дуг Завиша из Comic Book Resources, обозревая дебют, похвалил художника и колориста, отмечая, что их дуэт «создаёт чёткую внешность для персонажей, придавая каждому ощущение индивидуальности».
За работу над серией создатели были номинированы на премию Айснера в 2014 году: ДеКонник в категории «Best Writer», Риос в категориях «Best Penciller/Inker» и «Best Cover Artist», Беллер в категории «Best Coloring». В 2020 году Риос получила премию Айснера в категории «Best Cover Artist» за работу над третьим томом.